# Cesare Vitaliani
Cesare Vitaliani (Treviso, 1824 o 1830 – Capodistria, 21 luglio 1893) è stato un attore teatrale e commediografo italiano.
Più che come primo attore ebbe fortuna come commediografo. Di lui si ricordano in particolare L'amore e Lord Byron a Venezia.
Sua nipote fu Italia Vitaliani.